# Dieter Borst
Dieter Borst (n. 12 de mayo de 1950) es un pintor y escultor alemán del siglo XX.

## Biografía
Estudió la pintura en la Academia estadounidense de bellos artes en Múnich y realizó viajes de estudios al extranjero tanto por Europa como África y vive en la actualidad como artista libre y autónomo en Gran Canaria. Tiene exposiciones en Freudenstadt y Colonia, en Nueva York y en Fort Lauderdale. Su mundo es la pintura informal, en las obras de Dieter Borst la realidad se reduce en estructuras que fuera del motivo en sí, desarrollan una independencia completa. Librado de todo lo figurativo convierte sus obras en un campo de acción para el reflejo de su propia experiencia personal y más íntima. Borst transforma tales ideas en formas, colores y líneas de manera espontánea e incluso instintiva. Sus cuadros aparentemente fuera de la realidad presentan una verdad alterada en algo abstracto. El observador de los cuadros se siente invitado a entrar en el espacio de la obra, pasear por él y penetrarlo hasta llegar al secreto de la naturaleza y de nuestra vida.

## Pinturas

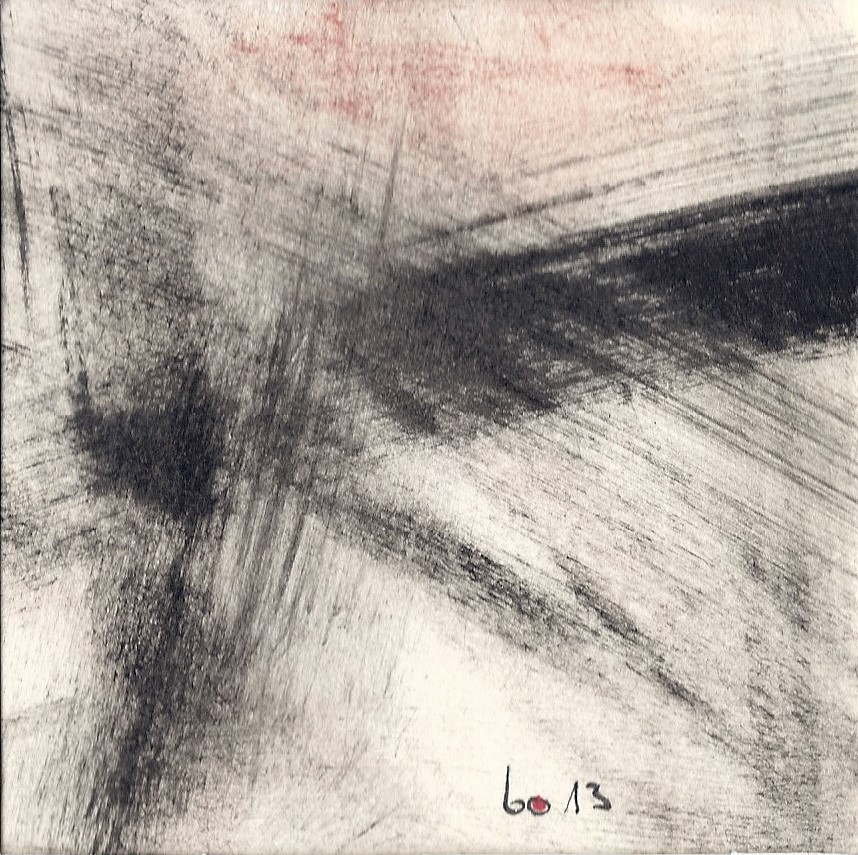
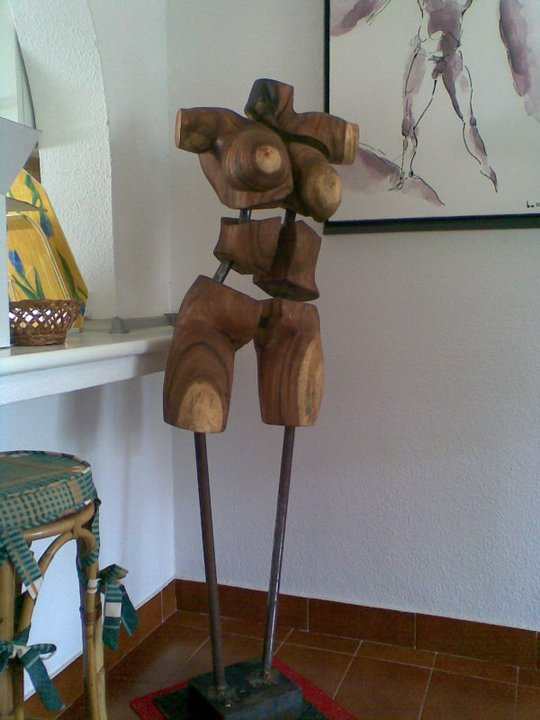
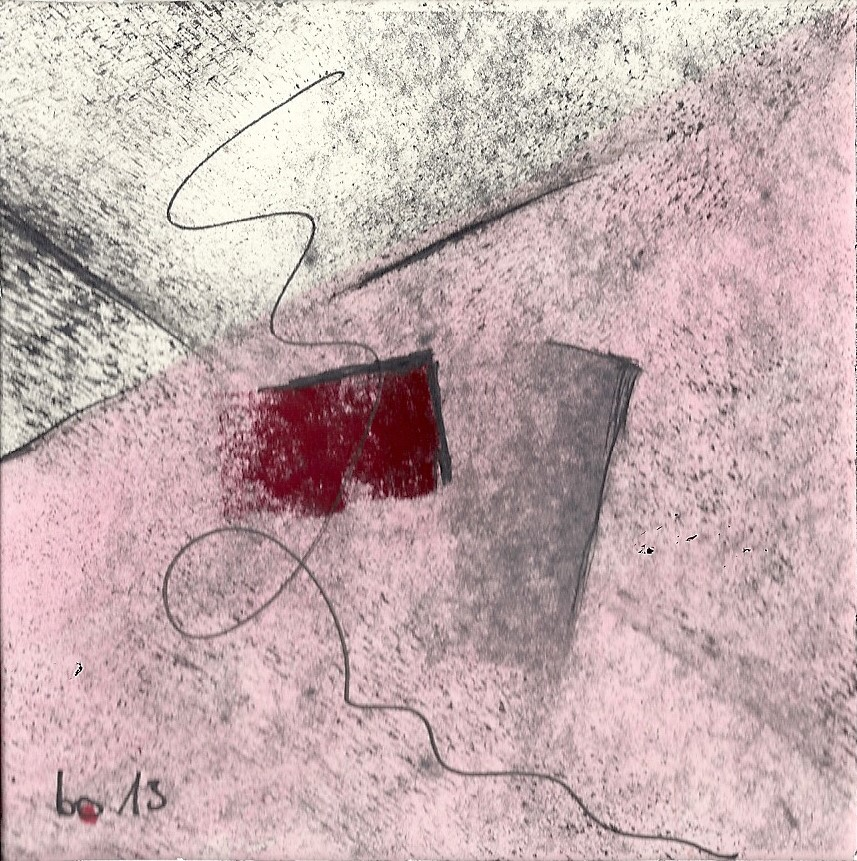
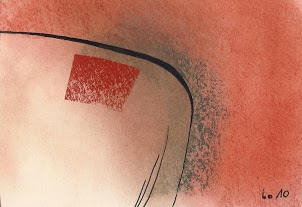
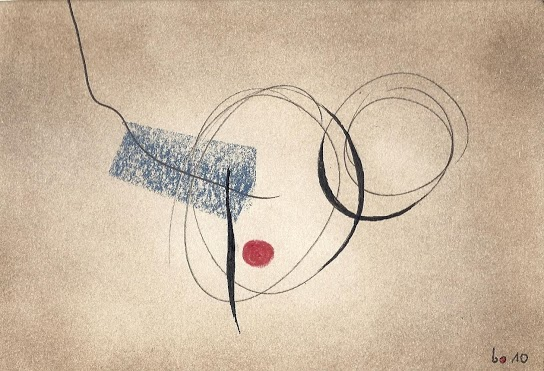
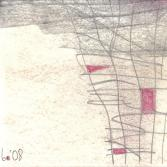
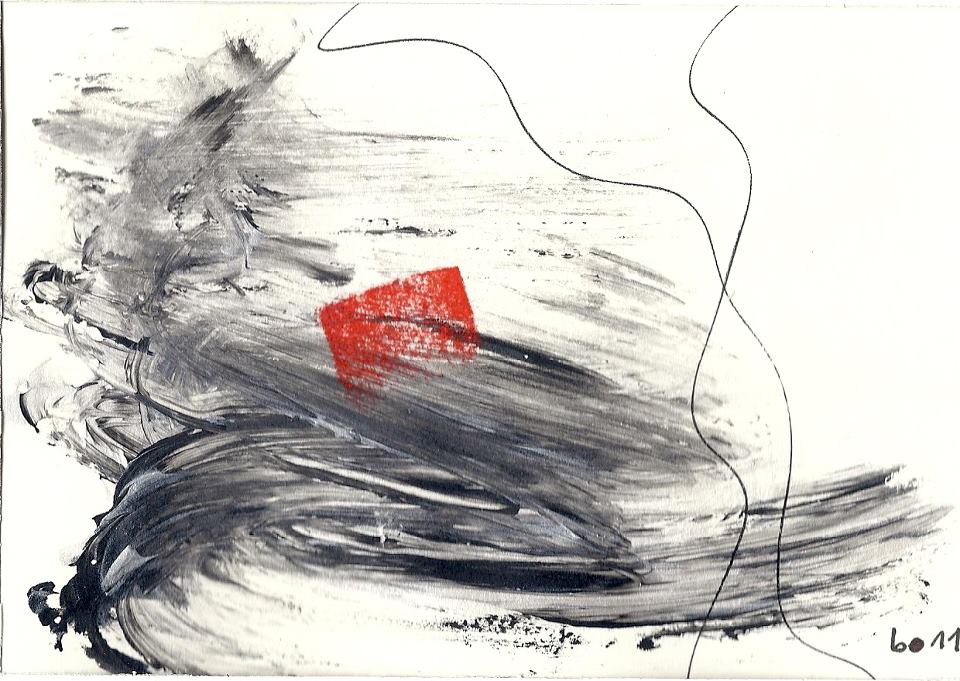
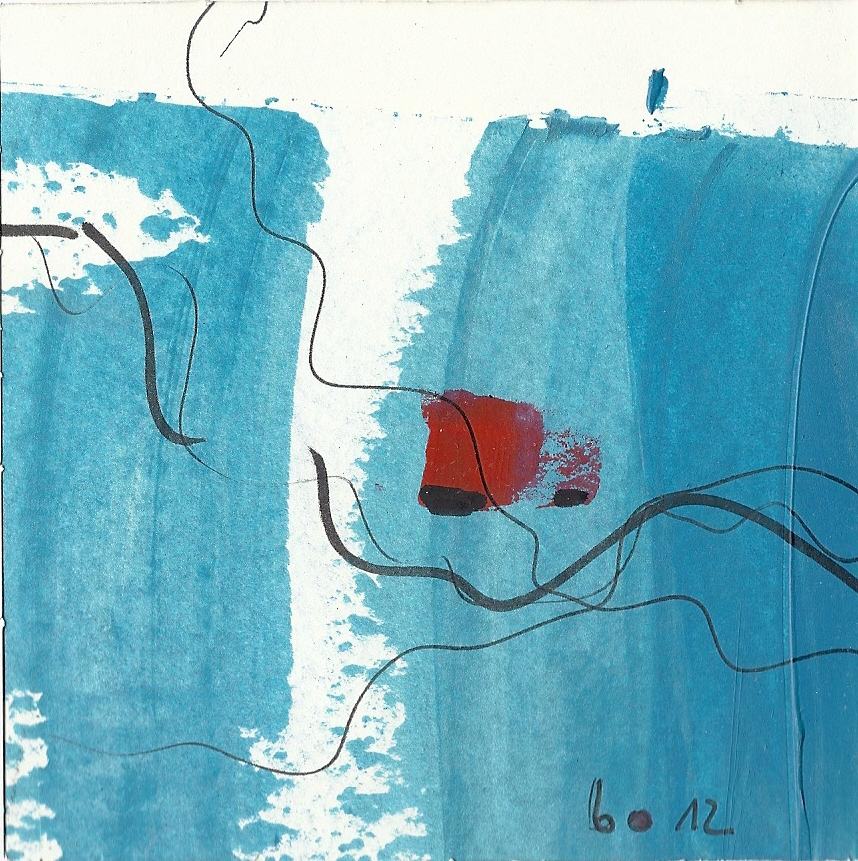
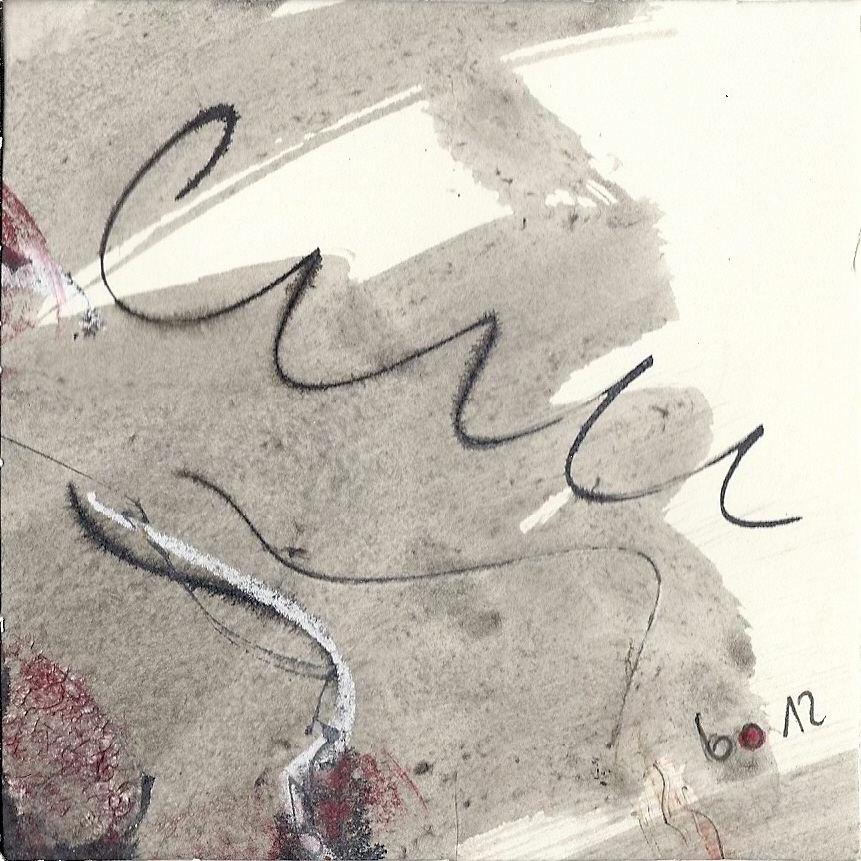
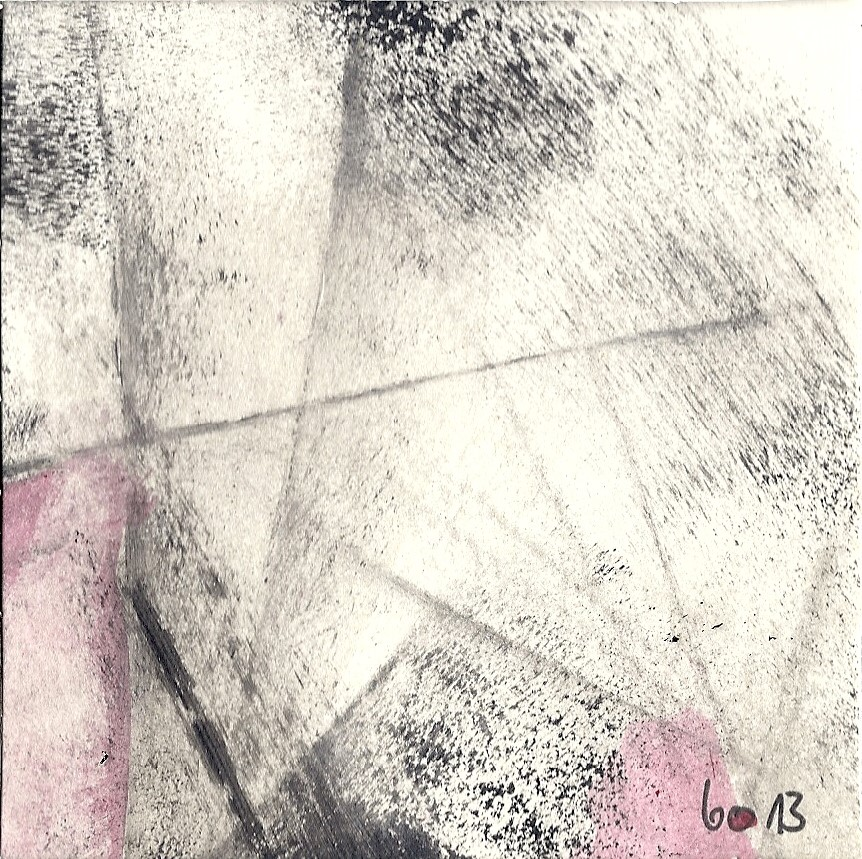
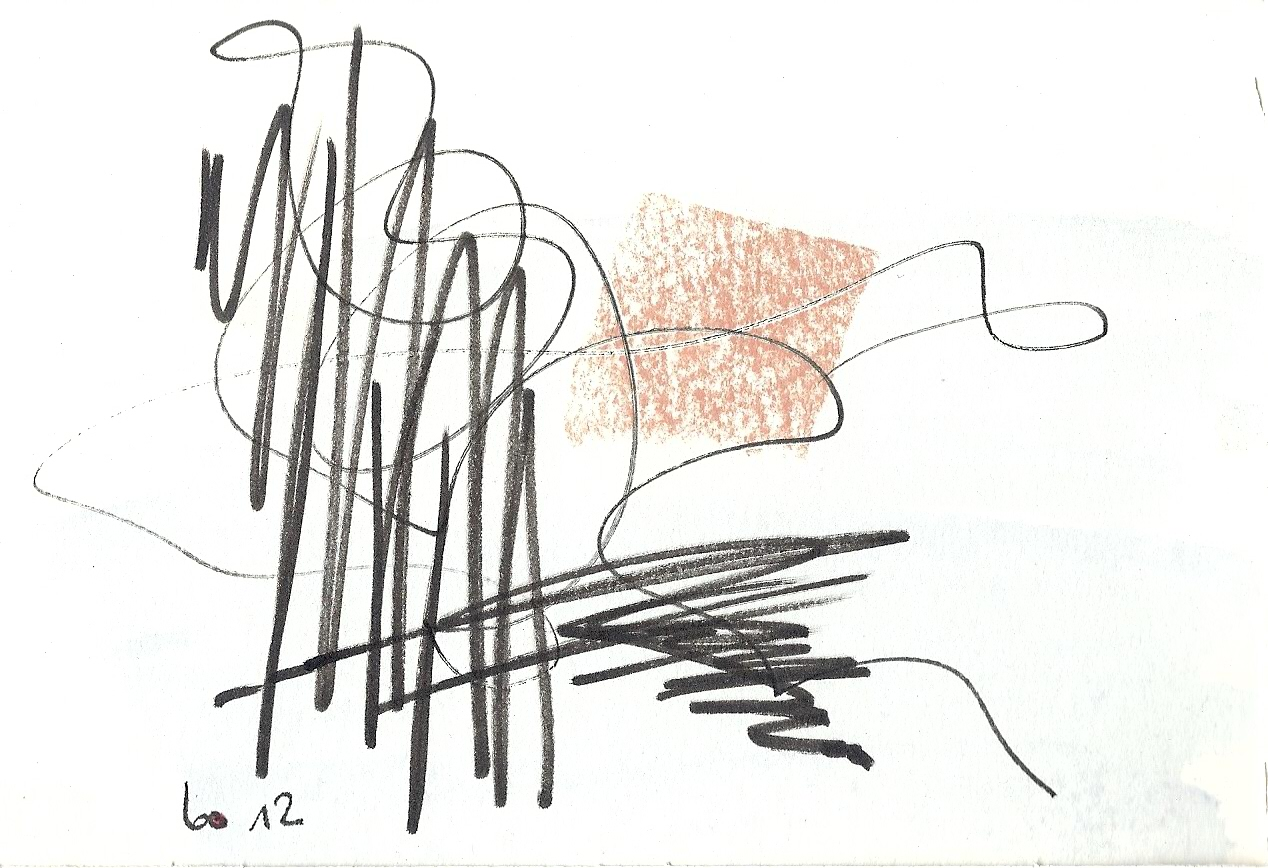
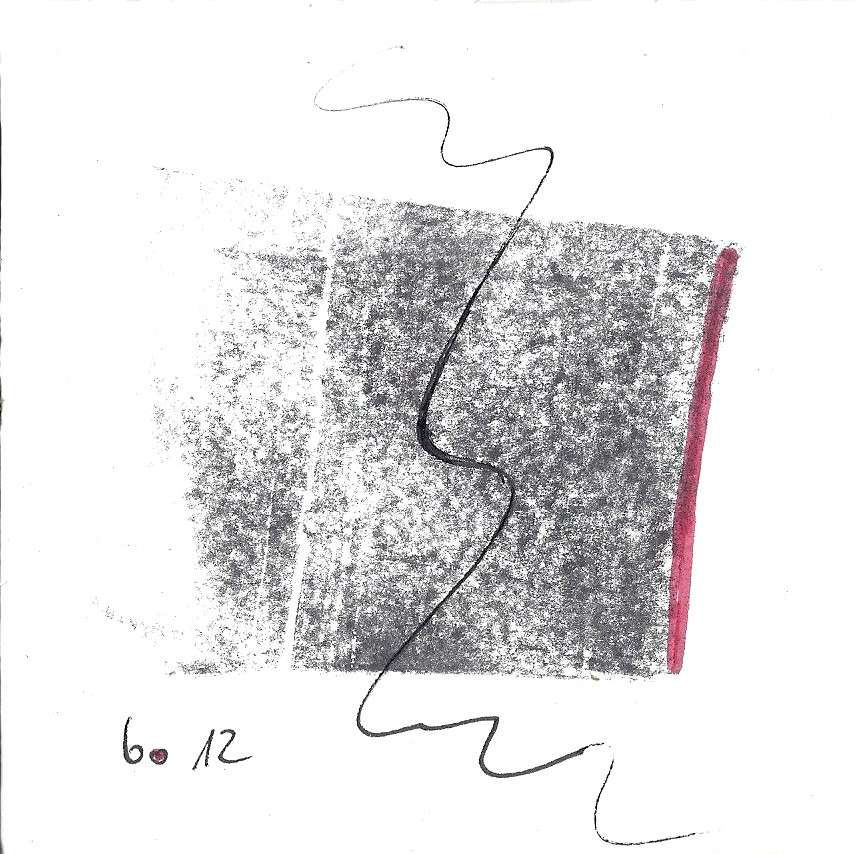
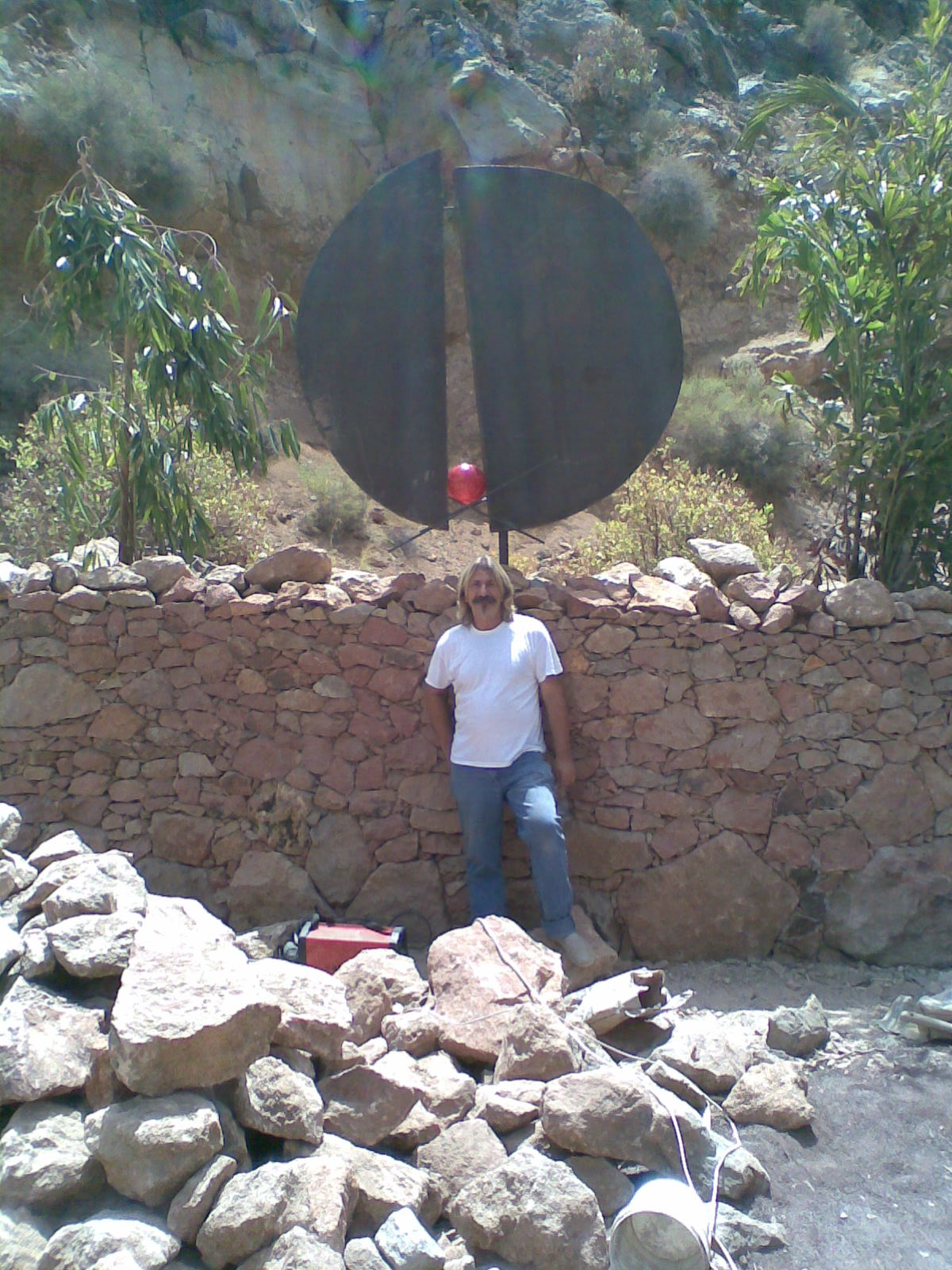
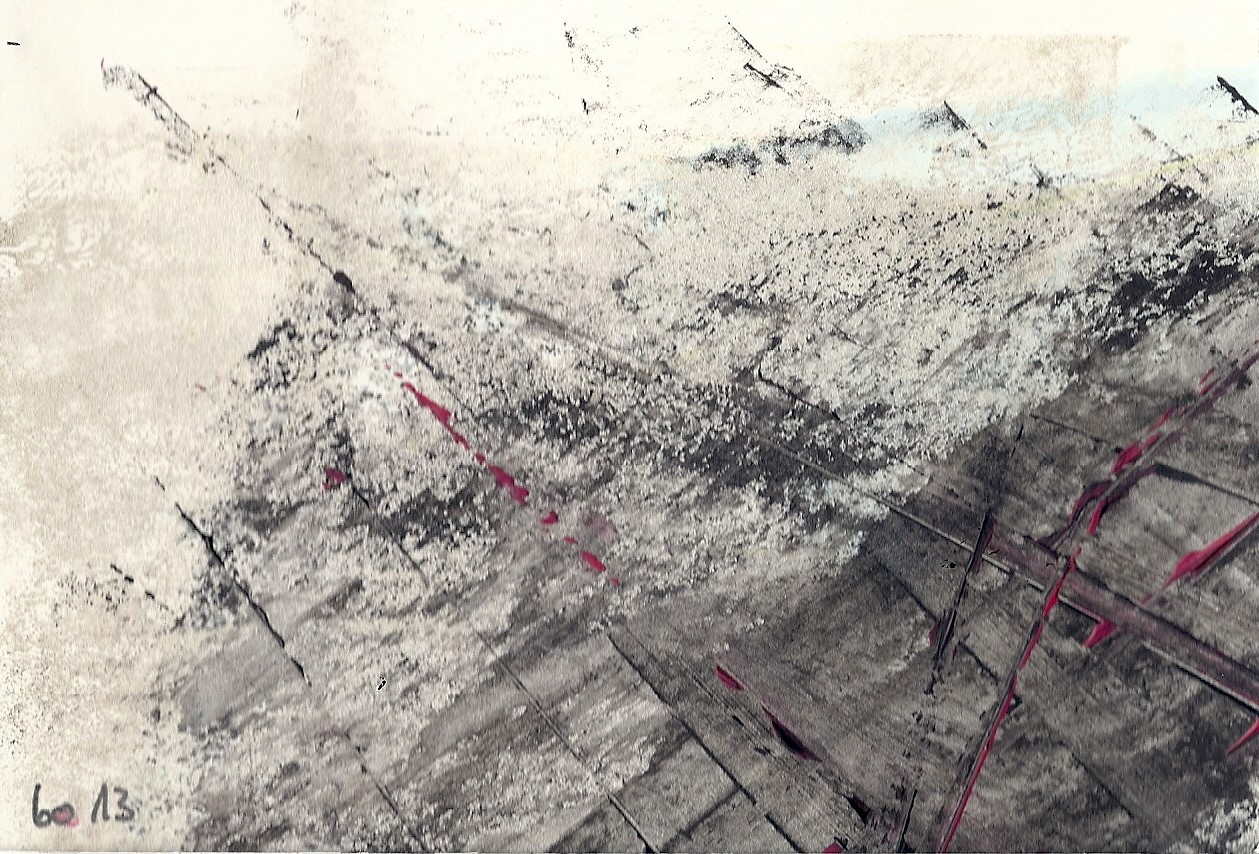
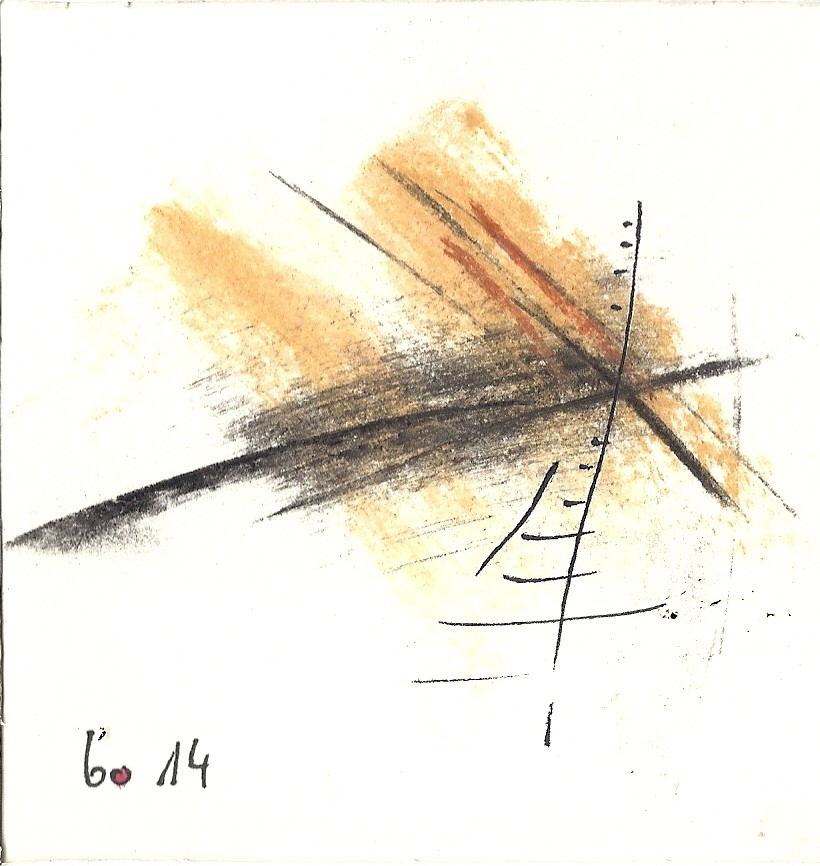
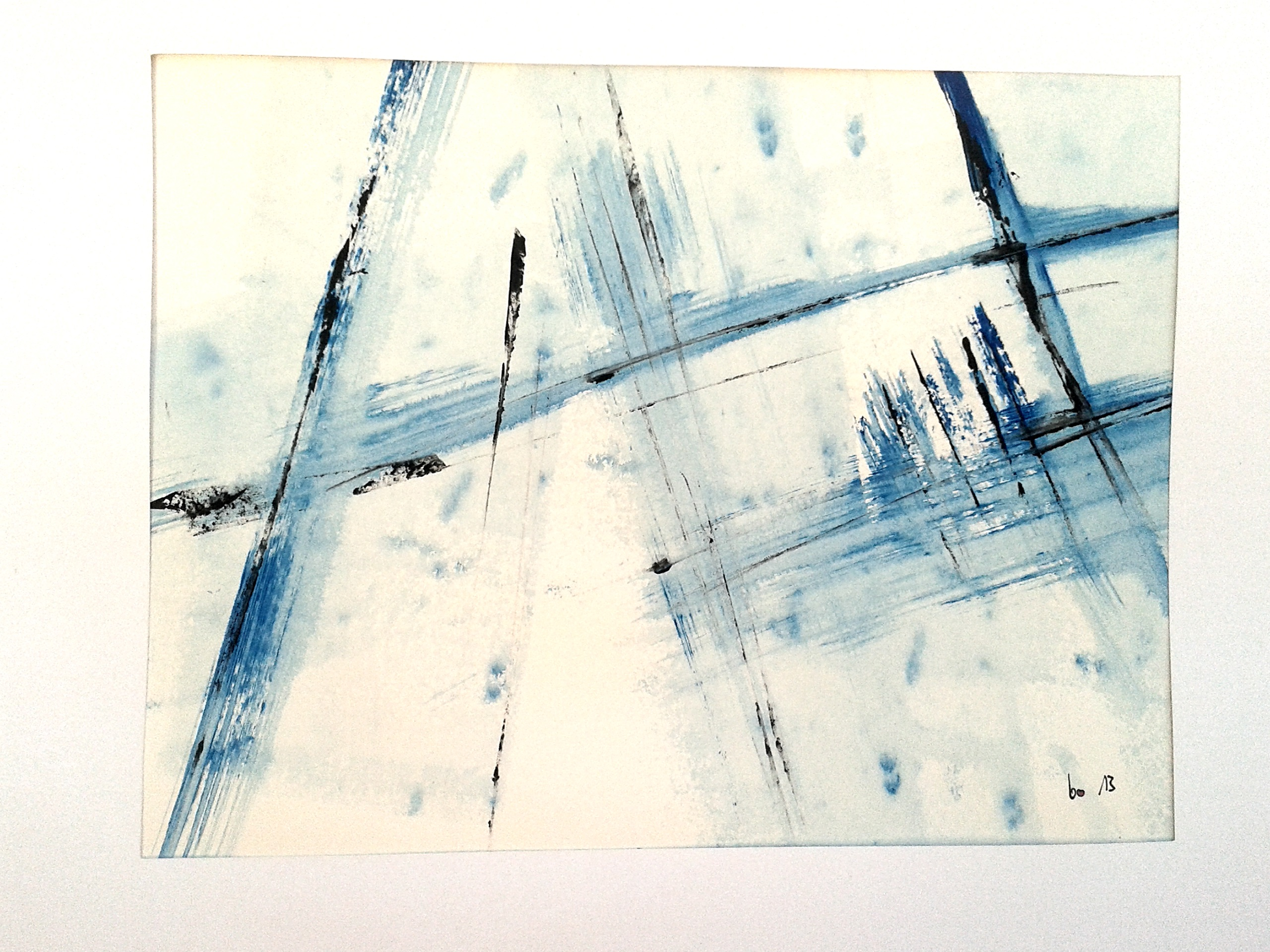

## Literatura
- Autor: Diana Neubauer: Dieter Borst - Art Informel 2013, Verlag: Bod, ISBN 978-3-7322-5015-8

## Museos / Galerías
- Broadway Gallery, Nueva York
- Gallery Colonial House Inn, Nueva York
- The Grand, Fort Lauderdale, Florida
- Gallerie Tempestas, Cololonia
- Galería de Arte, España/Gc